# Soldanella minima
Espèce
Soldanella minima est une espèce de plantes à fleurs de la famille des Primulacées.

## Sous-espèces
- Soldanella minima subsp. minima
- Soldanella minima subsp. gubalowkae Niederle
- Soldanella minima subsp. samnitica Cristofol. & Pignatti